# Distretto di Antananarivo Renivohitra
Il distretto di Antananarivo Renivohitra è un distretto del Madagascar situato nella regione di Analamanga. Ha per capoluogo la città di Antananarivo.
La popolazione del distretto è di 1 230 915 abitanti (censimento 2011).